# 利什派森陶多尔扬
利什派森陶多尔扬，是匈牙利佐洛州所辖的一个村，总面积9.14平方公里，总人口306，人口密度33.5人/平方公里（2010年1月1日）。